# Isens landskabsdannende indflydelse
Glacialmorfologi er læren om isens landskabsdannende indflydelse. Denne påvirkning sker dels i form af indlandsisen, der udgør et større vedvarende isdække på Grønland og i Antarktis, og jøkler, der udgør mindre vedvarende isdækker fx på Island, men først og fremmest i form af gletsjere (istunger), idet disse dels kan presse jordoverfladen op i dannelser (moræner), dels ved deres smeltevandsstrømme kan omforme det under isen og foran isranden liggende landskab, herunder i form af materialeaflejringer.

## Gletsjeres landskabsdannende indflydelse
Gletsjere påvirker som regel landskabet derved, at de danner en såkaldt "glacial serie" kendetegnet ved, at jorden under isen til dels høvles af og føres med isen, hvorved der dannes en lavning (bundmoræne), en randmoræne foran isranden, hvor det afhøvlede materiale aflejres som et højdedrag, sidemoræner langs gletsjerens sider, hvor tilsvarende materialeaflejring kan ske, samt dannelsen af en såkaldt smeltevandsslette foran isranden, hvor sorteret materiale, der ikke holdes tilbage i randmorænen, aflejres i en meget lav kegleform i alle retninger.
Under isen kan dannes drumlinbakker, kamebakker og åse.
Når isen afsmelter, kan særligt modstandsdygtige tilbageblevne isklumper bevirke dannelsen af dødishuller, idet isklumpen beskærmer et areal mod at modtage aflejringer. Når isklumpen langt om længe bortsmelter, vil den efterlade et "dødishul", en lavning i terrænet.